# Karel Dewetter
Karel Dewetter (* 2. Oktober 1882 in Dobřejovice; † 12. September 1962 in Prag) war ein tschechischer Schriftsteller und Dichter, Archivar und Redakteur.

## Leben
Dewetter behauptete, ein Nachkomme eines alten französischen Adelsgeschlechts de Wetter d’Altamour zu sein, er wurde unter diesem Namen nicht geboren – einige seiner älteren Werke unterschrieb er als de Wetter. Nach seiner Schulausbildung in Týn nad Vltavou und České Budějovice (Gymnasium) besuchte er in Prag die Staatliche Bibliothekarsschule (Státní knihovnická škola). Ab 1913  arbeitete er als Redakteur des Verlages „Šolc a Šimáček“, 1919 bis 1941 in der Verwaltung als Direktor der Presseabteilung sowie der Bibliothek und des Archivs des Finanzministeriums.
Dewetter, der bereits seit 1913 schriftstellerisch tätig wurde, hat während des Ersten Weltkrieges seine patriotischen Neigungen in einigen Gedichtsammlungen manifestiert. Wegen seines Stils, der an den „böhmischen Parnassismus“ erinnert, wird er als ein verspäteter Nachfolger von Jaroslav Vrchlický angesehen. Er orientierte sich ebenfalls an Erben und Neruda und flocht Motive der Volkspoesie, Volksmärchen und Sagen in seine Werke ein. Dewetter ist Autor einiger Erzählungen und Scifi-Romane für Kinder und Jugendliche.
1903 wurde er auf Betreiben von Jaroslav Vrchlický in den Verein der tschechischen Schriftsteller Máj (Spolek českých spisovatelů-beletristů Máj) aufgenommen, er war ebenfalls Mitglied des Vereins Svatobor. Seine Werke wurden übersetzt ins Deutsche, Englische und Serbische. Seine Novelle Mrtví žijí von 1919 wurde 1992 in der Tschechoslowakei verfilmt.
Dewetter verwendete auch folgende Pseudonyme: De Wetter, Karel de Wetter, Karel Vetrovský, Veltrubský.

## Werke (Auswahl)
- Ballady, Melpomene, Praha 1904
- Malostranská trilogie, Jos. R. Vilímek, Praha 1911
- Mrtví žijí, Šolc a Šimáček, Praha 1919
- Česká píseň, Emil Šolc, Praha 1919
- Podivuhodné příběhy Damiánovy, Vilímek, Praha 1913
- Píseň o plavci a mořské víle a jiné starobylé zpěvy, Šolc a Šimáček, Praha 1931
- Balady (1939), Šolc a Šimáček, Praha 1939